# 세키메타카도노역
세키메타카도노역(일본어: 関目高殿駅, せきめたかどのえき)은 일본 오사카부 오사카시 아사히구에 있는 역이다. 오사카 시 교통국이 관할하는 고속 전기 궤도 2호선이 지난다.

## 개요 및 역 구조
섬식 1면 2선의 승강장이 있는 지하역이다. 개찰구는 한 군데에만 있다.
출입구는 5개소, 다이니치 쪽 1 ~ 4번 출입구, 히가시우메다 쪽 5번 출입구가 있다.
또한, 이마자토스지 선의 세키메세이이쿠 역과는 환승이 아니다. 이마자토스지 선과는 다이시바시이마이치 역과 환승된다.

### 승강장
| 1 | ■ 다니마치 선 | 히가시우메다 · 덴노지 · 야오미나미 방면 |
| 2 | ■ 다니마치 선 | 모리구치 · 다이니치 방면                |

## 역세권 정보
- 아사히 공원
- 아사히 타카도노 우체국
- 오사카 시립 아사히 도서관
- 세키메 역, 세키메세이이쿠 역 (남쪽 200m)
- 세키메 신사
- 오사카 시립 아사히 고등학교
- 다이쇼은행
- 국도 163호선

## 역사
- 1977년 4월 6일: 다니마치 선 영업 개시.
- 1997년 8월 29일: 세키메타카도노 역으로 역명 변경.

## 인접 역
| ■ 오사카 메트로 다니마치선       | ■ 오사카 메트로 다니마치선  | ■ 오사카 메트로 다니마치선       |
| -------------------------------- | --------------------------- | -------------------------------- |
| T14 센바야시오미야 다이니치 방면 | ■ 오사카 지하철 다니마치 선 | T16 노에우친다이 야오미나미 방면 |